# Sommer-Paralympics 2000/Rollstuhltennis
Bei den Sommer-Paralympics 2000 in Sydney wurden in insgesamt vier Wettbewerben im Rollstuhltennis Medaillen vergeben. Die Entscheidungen fielen im NSW Tennis Centre.

## Klassen
Bei den paralympischen Tenniswettbewerben mussten Athleten mindestens in einem Bein massive Funktionseinschränkungen haben.

## Ergebnisse

### Männer

#### Einzel
| Platz | Land               | Spieler             |
| ----- | ------------------ | ------------------- |
| 1     | Australien         | David Hall          |
| 2     | Vereinigte Staaten | Stephen Welch       |
| 3     | Deutschland        | Kai Schrameyer      |
| 4     | Österreich         | Martin Legner       |
| 5     | Niederlande        | Robin Ammerlaan     |
| 5     | Niederlande        | Ricky Molier        |
| 5     | Frankreich         | Laurent Giammartini |
| 5     | Japan              | Satoshi Saida       |

#### Doppel
| Platz | Land                   | Spieler                                |
| ----- | ---------------------- | -------------------------------------- |
| 1     | Niederlande            | Robin Ammerlaan Ricky Molier           |
| 2     | Australien             | David Johnson David Hall               |
| 3     | Vereinigte Staaten     | Stephen Welch Scott Douglas            |
| 4     | Vereinigtes Königreich | Simon Hatt Jayant Mistry               |
| 5     | Österreich             | Martin Legner Stefan Krieghofer        |
| 5     | Japan                  | Akio Yamakura Satoshi Saida            |
| 5     | Polen                  | Tadeusz Kruszelnicki Piotr Jaroszewski |
| 5     | Frankreich             | Philippe Bonnet Laurent Giammartini    |

### Frauen

#### Einzel
| Platz | Land                   | Spielerin         |
| ----- | ---------------------- | ----------------- |
| 1     | Niederlande            | Esther Vergeer    |
| 2     | Niederlande            | Sharon Walraven   |
| 3     | Niederlande            | Maaike Smit       |
| 4     | Vereinigtes Königreich | Kimberly Blake    |
| 5     | Vereinigtes Königreich | Janet McMorran    |
| 5     | Australien             | Daniela Di Toro   |
| 5     | Belgien                | Brigitte Ameryckx |
| 5     | Niederlande            | Sonja Peters      |

#### Doppel
| Platz | Land                   | Spielerinnen                         |
| ----- | ---------------------- | ------------------------------------ |
| 1     | Niederlande            | Maaike Smit Esther Vergeer           |
| 2     | Australien             | Branka Pupovac Daniela Di Toro       |
| 3     | Deutschland            | Christine Otterbach Petra Sax-Scharl |
| 4     | Vereinigtes Königreich | Janet McMorran Kimberly Blake        |
| 5     | Kanada                 | Helene Simard Yuka Chokyu            |
| 5     | Belgien                | Brigitte Ameryckx Christel Seyen     |
| 5     | Japan                  | Chiyoko Ohmae Norie Kawashima        |
| 5     | Südkorea               | Hong Young-suk Hwang Myung-hee       |

## Medaillenspiegel
| Platz | Land               | G | S | B | Gesamt |
| ----- | ------------------ | - | - | - | ------ |
| 01    | Niederlande        | 3 | 1 | 1 | 5      |
| 02    | Australien         | 1 | 2 | – | 3      |
| 02    | Vereinigte Staaten | – | 1 | 1 | 2      |
| 04    | Deutschland        | – | – | 2 | 2      |